# Mediorhynchus mattei
Mediorhynchus mattei är en hakmaskart som beskrevs av Marchand och Vassiliades 1982. Mediorhynchus mattei ingår i släktet Mediorhynchus och familjen Giganthorhynchidae. Inga underarter finns listade i Catalogue of Life.